# Wikipedia tiếng Đức
Wikipedia tiếng Đức (tiếng Đức: Deutschsprachige Wikipedia) là phiên bản tiếng Đức của Wikipedia, bách khoa toàn thư mở. Bài viết đầu tiên được tạo ra vào ngày 16 tháng 3 năm 2001 được thông báo bởi Jimmy Wales. Đến thời điểm tháng 8 năm 2010, dự án đã đạt 1.000.000 bài viết.
Hiện tại đây là phiên bản Wikipedia có số bài viết nhiều thứ ba, sau Wikipedia tiếng Anh và Wikipedia tiếng Cebu với hơn 2.815.221 bài viết. Dự án này đã có bản vật lý các bài viết chọn lọc. Tên miền phụ không phải tiếng Anh đầu tiên là bản tiếng Đức có tên "de.wikipedia.org".